# Ребека Ли Крамплер
Ребека Ли Крамплер (рођена као Ребека Дејвис, 8. фебруар 1831 – 9. март 1895) била је америчка лекарка, медицинска сестра и ауторка. Након студија на Женски медицински колеџ Нове Енглеске, 1864. године постала је прва Афроамериканка са дипломом доктора медицине у Сједињеним Државама. Била је и једна од првих лекарки које су у 19. веку објавиле књигу.
Године 1883. објавила је A Book of Medical Discourses, која се састоји из два дела: о превенцији и лечењу дечјих цревних обољења и о развоју људског организма. Посвећена медицинским сестрама и мајкама, књига је усмерена на бригу о мајкама и деци и представља једно од првих дела о медицини које је написала Афроамериканка.
Крамплер је завршила медицински факултет у време када је веома мало Афроамериканаца имало прилику да студира медицину или објављује књиге. Прву лекарску праксу обављала је у Бостону, пружајући медицинску помоћ углавном сиромашним женама и деци.
Након завршетка Америчког грађанског рата 1865. године, преселила се у Ричмонд, Вирџинија, верујући да је лечење жена и деце најбољи начин да допринесе мисионарском раду. Радила је за Биро за ослобођене робове, пружајући медицинску негу ослобођеним мушкарцима и женама.
Крамплер се суочавала са интензивним расизмом и сексизмом током своје лекарске праксе. У то време, многи мушкарци су веровали да је разлика у просечној величини мозга између мушкараца и жена готово непроменљива и да она објашњава разлике у друштвеном, политичком и интелектуалном постигнућу. Због тога је многи мушки лекари нису поштовали. Одбијали су да одобре њене рецепте или да узму у обзир њена медицинска мишљења.
Касније се вратила у Бостон, где је наставила да лечи жене и децу. По њој су названи Rebecca Lee Pre-Health Society на Универзитету Сиракјуз и Rebecca Lee Society, једно од првих медицинских удружења за Афроамериканке. Њена кућа у Бостону данас је једна од станица на стази Бостонској женској стази наслеђа.

## Рани живот и образовање
Ребека Ли Крамплер рођена је као Ребека Дејвис 8. фебруара 1831. године у Кристијани, Делавер, као ћерка Матилде Вебер и Абсолума Дејвиса. Одрасла је у Пенсилванији, где ју је одгајала тетка која је бринула о болесним становницима града. Њена тетка, која је у заједници имала улогу лекара, снажно је утицала на Ребекину одлуку да се посвети медицини.
Школовала се у приватној школи West Newton English and Classical School у Вест Њутну, Масачусетс, као „специјална ученица”. Године 1852. преселила се у Чарлстаун, Масачусетс.

## Образовање

### Медицинска школа
Од 1855. до 1864. године, Крамплер је радила као медицинска сестра. За академску 1859–1860. годину примљена је на Женски медицински колеџ Нове Енглеске.
Све три године школовања добијала је стипендије: прво из фонда који је обезбедила држава Масачусетс, а касније из фонда Wade Scholarship Fund, који је на факултету основао локални привредник и посланик Масачусетса, Џон Вејд из Вубурна. Била је једина Афроамериканка међу студентима.
Средином 19. века, жене и Афроамериканци ретко су били примани на медицинске факултете. До 1860. године, због велике потражње за лекарима који би лечили ветеране Америчког грађанског рата, појавило се више могућности за жене у медицини. Те године у Сједињеним Америчким Државама било је 54.543 лекара, од којих су 270 биле жене, све белкиње, и 180 Афроамериканаца.
Крамплер је дипломирала на Женском медицинском колеџу Нове Енглеске 1864. године, након три године студија, завршене тезе и усмених испита, у фебруару 1864. године.
Школски одбор ју је 1. марта 1864. године прогласио докторком медицине. У то време била је удата за Вајата Лија, па ју је факултет званично забележио као „госпођу Ребеку Ли”. Била је једина Афроамериканка међу дипломцима и прва Афроамериканка у Сједињеним Државама која је званично стекла звање лекара.

### Лекарска каријера
Крамплер је започела лекарску праксу у Бостону, првенствено лечећи сиромашне Афроамериканке и њихову децу.
Након завршетка Америчког грађанског рата (1861–1865), преселила се у Ричмонд, Вирџинија, верујући да ће тиме не само пружити мисионарску службу, већ и стећи више искуства у лечењу болести које погађају жене и децу.
Радила је за Freedmen's Bureau, организацију која је пружала медицинску помоћ ослобођеним Афроамериканцима, којима су бели лекари често одбијали лечење. Била је под надзором асистент-комесара Орланда Брауна.
Суочила се са јаким расизмом, како од управе, тако и од других лекара. Лекари су игнорисали њене дијагнозе, а апотекари су одбијали да јој издају лекове. Неки су јој се ругали да М.Д. (скраћеница за Doctor of Medicine) значи Mule Driver (возач мазги).
Касније се вратила у Бостон и настанила у претежно афроамеричкој заједници. Наставила је да лечи жене и децу, често не наплаћујући услуге родитељима. Њена кућа данас је једна од знаменитости Boston Women's Heritage Trail.

### Књижевни рад
Године 1883. Крамплер је објавила A Book of Medical Discourses, књигу засновану на белешкама које је водила током своје лекарске каријере. Ово дело, посвећено медицинским сестрама и мајкама, а бави се медицинском негом жена и деце.
Главни циљ књиге био је да истакне „могућности превенције”. Крамплер је препоручивала женама да, пре него што постану медицинске сестре проуче, механизме људског тела, како би боље разумеле како да заштите живот. Међутим, приметила је да се већина медицинских сестара није слагала са њом и да су често заборављале да свака болест има узрок који може бити уклоњен.
Иако је фокус њеног рада био на здрављу жена и деце, што је у извесној мери било под утицајем хомеопатије, Крамплер је давала терапијске препоруке без изричитог навођења да је реч о хомеопатском лечењу. Није упозоравала на могућу штетност лекова, већ је пружала смернице о стандардној употреби конвенционалних медикамената.
Књига је подељена у два дела:
- Први део се бави спречавањем и ублажавањем интестиналних проблема код деце, од периода раног ницања зуба, до отприлике пете године живота.[10]
- Други део разматра теме као што су „живот и развој бића”, почетак женског зрелог доба, као и превенцију и лечење различитих „узнемирујућих тегоба” код оба пола.[20]

Поред медицинских савета, Крамплер у књизи укључује и аутобиографске детаље, политичке, социјалне и моралне коментаре. У првом поглављу даје и немедицинске савете о томе у којим годинама и на који начин жена треба да ступи у брак, као и смернице за оба пола како да осигурају срећан брак.
Написала је:„Родитељи треба да држе своју децу, а деца да буду уз родитеље, све док последњи влакно свилене жице не буде преломљено.”
У то време, многа дела афроамеричких аутора имала су предговоре и уводе написане у стилу белачких мушких писаца како би добила потврду и аутентичност. Крамплер је свој текст представила на другачији начин, оправдавајући своје дело сопственим ауторитетом. Она редовно позива на своје искуство и мишљења у овом делу, установљавајући себе као вешту стручњаку чији савети треба да се прате, представљајући их у познатом и личном стилу директно намењеном женама као главној публици. Чланак из 1894. године у The Boston Globe описује књигу као „вредну”, а Крамплер као веома „пријатну и интелектуалну жену” и „неуморног радника у цркви”.

## Лични живот
Док је живела у Чарлстауну, Ребека Дејвис се удала за Вајата Лија, радника из Вирџиније који је раније био роб. Венчали су се 19. априла 1852. године. Ово је био Вајатов други, а Ребекин први брак. Годину дана касније, Вајатов син, Алберт, преминуо је у седмој години. Ова трагедија је мотивисала Ребеку да започне своје студије неговатељства, које је трајало наредних осам година. Ребека је била студенткаиња медицине када је њен муж преминуо од туберкулозе 18. априла 1863. године. Он је сахрањен на гробљу Маунт Хоуп у Бостону.
Др Ребека Ли је 24. маја 1865. године у Сент Џону, Њу Брансвик, удала за Артура Крамплера. Артур је раније био роб и побегао је из ропства у округу Саутемптон, Вирџинија. Рођен 1824. године. Био је син Самуела Крамплера, који је био роб Бенџамину Крамплеру. Артур је живео на суседном имању великог земљопоседника, Роберта Адамса, са својом мајком, браћом и сестрама. Када је Роберт Адамс преминуо, његова породица је продата, а деветогодишњи Артур је остао код Робертовог сина, Џона Адамса из Смитфилда, Вирџинија, пошто је Артур победио Џона у рвачком мечу на дан аукције имања. Осим једне сестре, никада није сазнао где се налазе људи који су наставили да држе његову породицу у ропству и који су „купили” чланове његове породице. Служио је у Војсци Савеза на тврђави Монроу у Вирџинији као ковач. Отишао је у Масачусетс 1862. године, где га је прихватио Натанијел Ален.
Ребека и Артур Крамплер били су активни чланови Дванаесте баптистичке цркве, где је Артур био повереник. Њихова ћерка Лизи Синклер Крамплер рођена је у средини децембра 1870. године, али се верује да није преживела инфантилизам, јер нису пронађени други записи о њој.
Крамплер је говорила на погребној служби сенатора из Масачусетса, Чарлса Самнера, након његове смрти 1874. године. Прочитала је песму коју је написала за њега, у којој је „дирљиво споменула његову љубав према надареном Емерсону.” До 1880. године, Крамплери су се преселили у Хајд Парк, Бостон.
Иако нису сачуване фотографије Ребеке Ли Крамплер, чланак у Boston Globe описао ју је као „59 или 60 година стару, високу и праву, са светло-смеђом кожом и сивом косом.” О браку је рекла да је тајна успешног брака „наставити пажљиво као у периоду удварања, све док не постоји добро разумевање између двоје.”
Ребека Крамплер је преминула од фиброидних тумора 9. марта 1895. године у Фејрвјуу, Масачусетс, док је још увек живела у Хајд Парку. Артур је преминуо маја 1910. године, а обоје су сахрањени на гробљу у близини. Ребека и Артур Крамплер били су сахрањени у неозначеним гробовима 125 година, све до 16. јула 2020. године, када су донирани гранитни надгробни споменици за њихова гробна места. Гранитни споменик био је резултат апела за прикупљање средстава који су организовали Пријатељи библиотеке Хајд Парк.

## Наслеђе
Друштво Ребеке Ли, једно од првих медицинских друштава за Афроамериканке, добило је своје име у част Крамплерове. Њена кућа на  представља једну од станица на Бостонској женској стази наслеђа.
Године 2019, гувернер Вирџиније Ралф Нортам прогласио је 30. март (Национални дан лекара) за Дан др Ребеке Ли Крамплер.
На Универзитету Сиракjуз постоји клуб за припрему за здравствене професије под именом The Rebecca Lee Pre-Health Society. Овај клуб охрабрује људе различитих позадина да се упусте у здравствене професије. Чланови клуба имају на располагању менторе, радионице и ресурсе који им помажу да успеју.
8. фебруар 2021. године проглашен је за „Дан др Ребеке Ли Крамплер” у Бостону, у оквиру 190. годишњице њеног рођења.
Године 2021, песникиња Џеси Рандал одала је почаст Крамплеровој у песми Rebecca Lee Crumpler (1831–1895), која је објављена у Women's Review of Books и поново штампана у њеној збирци песама из 2022. године под називом Mathematics for Ladies: Poems on Women in Science.